# Antoine Bard
Pour les articles homonymes, voir Bard.
Antoine Anne Marie Bard est un homme politique français né le 17 février 1821 à Toulon-sur-Arroux (Saône-et-Loire), et, mort le 27 août 1899 dans le 6e arrondissement de Paris. Il est le petit-fils du général Antoine Marie Bard.

## Biographie
Antoine Bard est le petit fils du général Bard.  Antoine Bard est collégien à Autun. Il entre, ensuite,  dans le notariat. Il est clerc de notaire à Chalon-sur-Saône puis il achète une étude à Paray-le-Monial. Lors du renouvellement de l'assemblée législative il est candidat républicain. Il est élu le 13 mai 1849 par 72 241 voix sur 109 200 votants. Il siège dans le groupe d'Extrême gauche de La Montagne. il reste député de Saône-et-Loire jusqu'au coup d'État de 1851. il se retire alors de la vie politique. 
Son fils Alphonse est avocat, puis magistrat, conseiller à la Cour de Cassation et auteur d'ouvrages de droit.

## Sources
- « Antoine Bard », dans Adolphe Robert et Gaston Cougny, Dictionnaire des parlementaires français, Edgar Bourloton, 1889-1891 [détail de l’édition]